# Brigi Rafini
Brigi Rafini (ur. 7 kwietnia 1953) – nigerski polityk, były minister rolnictwa, premier Nigru od 7 kwietnia 2011 do 3 kwietnia 2021.

## Życiorys
Brigi Rafini urodził się w 1953 w mieście Iférouane w północnym regionie Agadez. Wywodzi się z afrykańskiego ludu Tuaregów. Uczęszczał do szkoły podstawowej i średniej w Agadezie. Następnie w latach 1971–1974 oraz ponownie od 1978 do 1981 kształcił się w Narodowej Szkole Administracji w Niamey (Ecole Nationale d’Administration). W 1983 przez rok studiował w Międzynarodowym Instytucie Administracji Publicznej w Paryżu (Institut International d’Administration Publique, IIAP). W latach 1994–1995 kształcił się w Narodowej Szkole Administracji w Paryżu.
W czasie swej pracy zawodowej zajmował stanowiska szefa biura Ministerstwa Służb Cywilnych i Pracy, szefa gabinetu w prefekturze Niamey, sekretarza generalnego w prefekturze Diffa, a także wiceprefekta Dosso i Keity. 7 września 1987 został mianowany przez prezydenta Alego Saibou na stanowisko sekretarza stanu ds. wewnętrznych, a 20 listopada 1987 na stanowisko sekretarza stanu ds. rolnictwa i środowiska. 15 lipca 1988 objął urząd ministra rolnictwa i środowiska.
Od 1989 do 1991 był przewodniczącym Narodowej Rady Rozwoju, 140-osobowego ciała doradczego mającego nadzorować proces wprowadzania systemu wielopartyjnego. Następnie do 1996 sprawował mandat deputowanego. W 1996, po objęciu władzy przez Ibrahima Baré Maïnassarę w wyniku zamachu stanu, wszedł w skład organów władzy przejściowej, Narodowego Forum na rzecz Odnowy Demokracji oraz Rady Starszych.
W 1999 został wiceprzewodniczącym Narodowej Rady Konsultacyjnej, powołanej w czasie kolejnego okresu przejściowego po zamachu stanu i zabójstwie prezydenta Ibrahima Baré Maïnassary. W 2004 objął stanowisko mera Iférouane, a także uzyskał mandat w Zgromadzeniu Narodowym. Od grudnia 2004 do maja 2009 pełnił funkcję jednego z jego wiceprzewodniczących.
7 kwietnia 2011 nowo zaprzysiężony prezydent Mahamadou Issoufou mianował go na stanowisko szefa rządu.